# إدواردو بيلي
إدواردو بيلي (بالإسبانية: Eduardo Bailey)‏ هو سياسي مكسيكي، ولد في 1901 في مونتيري في المكسيك. حزبياً، نشط في الحزب الثوري المؤسساتي. وقد انتخب عضو مجلس النواب المكسيك.

## وصلات خارجية
- الموقع الرسمي